# Canthium gynochthodes
Canthium gynochthodes är en måreväxtart som beskrevs av Henri Ernest Baillon. Canthium gynochthodes ingår i släktet Canthium och familjen måreväxter.
Artens utbredningsområde är Filippinerna. Inga underarter finns listade i Catalogue of Life.